# Oxtjärnen (Äppelbo socken, Dalarna)
Oxtjärnen är en sjö i Vansbro kommun i Dalarna och ingår i Dalälvens huvudavrinningsområde.